# Liudmila Pinàieva
Liudmila Pinàieva, anteriorment Liudmila Khvedossiuk, o també coneguda amb el nom de Liudmila Pinàieva-Khvedossiuk, (en rus: Людмила Хведосюк-Пинаева) (Leningrad, Unió Soviètica, 1936) és una piragüista russa, ja retirada, guanyadora de quatre medalles olímpiques.

## Biografia
Va néixer el 14 de gener de 1936 a la ciutat de Leningrad (actual Sant Petersburg), població situada en aquells moments a la Unió Soviètica i que avui en dia forma part de Rússia.

## Carrera esportiva
Va participar, als 28 anys, en els Jocs Olímpics d'Estiu de 1964 realitzats a Tòquio (Japó), on aconseguí guanyar la medalla d'or en la prova femenina de K-1 500 metres. En els Jocs Olímpics d'Estiu de 1968 celebrats a Ciutat de Mèxic (Mèxic) aconseguí guanyar dues medalles: revalidar la medalla d'or en la prova K-1 50 metres i la medalla de bronze en el K-2 500 metres. En els Jocs Olímpics d'Estiu de 1972 realitzats a Múnic (Alemanya Occidental) aconseguí guanyar la medalla d'or en la prova de K-2 500 metres.
Al llarg de la seva carrera ha guanyat 10 medalles en el Campionat del Món de piragüisme, entre elles 7 medalles d'or i 3 medalles de bronze.